# Liste der Naturdenkmale in Pforzheim
| Naturdenkmale | Anzahl |
| ------------- | ------ |
| FND           | 1      |
| END           | 0      |
| Gesamt        | 1      |

Die Liste der Naturdenkmale in Pforzheim nennt die verordneten Naturdenkmale (ND) der baden-württembergischen Stadt Pforzheim. In Pforzheim gibt es insgesamt ein als Naturdenkmal geschützte Objekte, ein flächenhaftes Naturdenkmal (FND) und keine Einzelgebilde-Naturdenkmale (END).
Stand: 1. November 2016.

## Flächenhafte Naturdenkmale (FND)
| Name                        | Bild | Kennung     | Einzelheiten | Position | Fläche Hektar | Datum         |
| --------------------------- | ---- | ----------- | ------------ | -------- | ------------- | ------------- |
| Hühnerbach, Arlinger Wiesen | BW   | 82310000001 | Pforzheim    | ⊙        | 3,9           | 18. März 1998 |
| Legende für Naturdenkmal    |      |             |              |          |               |               |